# Nawsie (Wielopole Skrzyńskie)
Nawsie (früher auch Nawsie Wielopolskie) ist eine Ortschaft mit einem Schulzenamt der Gemeinde Wielopole Skrzyńskie im Powiat Ropczycko-Sędziszowski der Woiwodschaft Karpatenvorland in Polen.

## Geographie
Der Ort liegt im Strzyżów-Gebirge, am Bach Wielopolka. Die Nachbarorte sind Wielopole Skrzyńskie im Westen, Szkodna, Zagorzyce und Wiercany im Norden, Pstrągowa und Zawadka im Norden, Różanka im Süden sowie Szufnarowa im Südwesten.

## Geschichte
Das Dorf wurde erst sehr spät im Jahr 1604 urkundlich erwähnt. Der Name des Dorfs bezeichnet auf Deutsch den Anger, grasbewachsenes Land oder einen Dorfplatz in Gemeinbesitz, der von allen Bewohnern der Stadt oder des Dorfes genutzt werden konnte.
Nach dem deutschen Volkskundler Walter Kuhn war Nawsie ein Teil des Dorfs Wyelgopole, wo sich nach dem Lebuser Stiftregister aus dem Jahr 1405 einige Dutzend mehrheitlich deutschen namentlich benannten Familien aus Schlesien, unter denen es noch von Abgaben und den Frondiensten befreite Siedler gab, ansiedelten. Das ganze Dorf Wyelgopole nach dem Lebuser Stiftregister hatte 87 Hufen und 109 Bauern, 3/4 mit Namen deutscher Herkunft. Falls es um die in Kleinpolen am meisten benutzte Hufen mit der Größe von um 25 Hektar ging, offenbar umfasste es mehr als die heutige Stadt Wielopole Skrzyńskie. Nach Feliks Kiryk beschreibt dieses Dokument in der Wirklichkeit die Situation nicht im frühen 15., sondern im frühen 14. Jahrhundert, etwas vor 1337.
Das Dorf gehörte zur Adelsrepublik Polen-Litauen, Woiwodschaft Sandomir, Kreis Pilzno. Bei der Ersten Teilung Polens kam Nawsie 1772 zum neuen Königreich Galizien und Lodomerien des habsburgischen Kaiserreichs (ab 1804).
Nach dem Ende des Ersten Weltkriegs und dem Zusammenbruch der Habsburgermonarchie kam Nawsie 1918 zu Polen. Unterbrochen wurde dies nur durch die deutsche Besetzung Polens im Zweiten Weltkrieg. Von 1975 bis 1998 gehörte Nawsie zur Woiwodschaft Rzeszów.